# Liste der Mitglieder des Provinziallandtags der Rheinprovinz (10. Sitzungsperiode)
Diese Liste nennt die Mitglieder des 10. Provinziallandtages der Rheinprovinz 1852.

## Hintergrund
Der Provinziallandtag der Rheinprovinz bestand aus 75 Mitglieder, die sich in vier Kurien aufteilten. Die erste Kurie bestand aus vier Standesherren, die über Virilstimmen verfügten. Die Standesherren konnten sich vertreten lassen. Die zweite Kurie bestand aus den Vertretern der Ritterschaft, diese wurden in zwei Wahlkreisen (Regierungsbezirke Koblenz/Trier/Köln und Regierungsbezirke Aachen/Düsseldorf) gewählt. Die dritte Kurie bildeten die Vertreter der Städte. Diese wurden in indirekter Wahl bestimmt. Die vierte Kurie bildeten die Landgemeinden. Diese wählten die Vertreter in doppelt indirekter Wahl: Die Urwähler wählten Wahlmänner, diese dann Bezirkswähler. Wahlkreise waren die Landkreise. Für die Abgeordneten wurden jeweils auch Stellvertreter gewählt.
Der Provinziallandtag der Rheinprovinz trat in seiner 10. Sitzungsperiode vom 19. September 1852 bis zum 12. Oktober 1852 zusammen. Der Landtagsabschied datiert vom 17. September 1855.

## Liste der Abgeordneten
| Kurie                                | Wahlkreis | Abgeordneter                                                       | Anmerkung                                                                 |
| ------------------------------------ | --- | ------------------------------------------------------------------ | ------------------------------------------------------------------------- |
| Stand der Fürsten, Grafen und Herren | | Fürst Joseph zu Salm-Reifferscheidt-Dyck                           | Dyk bei Neuss                                                             |
| Ritterschaft                         | Koblenz/Trier/Köln | Freiherr Clemens August Waldbott von Bassenheim-Bornheim           | Provinzial-Feuer-Societätsdirektor, Koblenz, Landtagsmarschall            |
| Ritterschaft                         | Aachen/Düsseldorf | Graf Maximilian August von Loë                                     | Wissen, Vize-Landtagsmarschall                                            |
| Ritterschaft                         | Koblenz/Trier/Köln | Freiherr Anton von Salis-Soglio                                    | Gemünden                                                                  |
| Ritterschaft                         | Koblenz/Trier/Köln | Wilhelm von Haw                                                    | Landrat a. D., Trier                                                      |
| Ritterschaft                         | Koblenz/Trier/Köln | Graf Cajus zu Stolberg-Stolberg                                    | Gimborn                                                                   |
| Ritterschaft                         | Koblenz/Trier/Köln | Freiherr Max Felix von Wolff-Metternicht                           | Gymnich                                                                   |
| Ritterschaft                         | Koblenz/Trier/Köln | Graf Franz Egon von Hoensbroech                                    | Buschfeld                                                                 |
| Ritterschaft                         | Koblenz/Trier/Köln | Clemens Wenzelslaus Freier und Edler Herr von und zu Eltz-Rübenach | Wahn                                                                      |
| Ritterschaft                         | Koblenz/Trier/Köln | Joseph von Bianco                                                  | Justizrat zu Köln                                                         |
| Ritterschaft                         | Koblenz/Trier/Köln | Carl Friedrich von Müller                                          | Burg Metternich                                                           |
| Ritterschaft                         | Koblenz/Trier/Köln | Freiherr Clemens von Loë                                           | Wissen                                                                    |
| Ritterschaft                         | Aachen/Düsseldorf | Friedrich Joseph Coels von der Brügghen                            | Geheimer Regierungsrat a. D., Aachen                                      |
| Ritterschaft                         | Aachen/Düsseldorf | Graf August von Spee                                               | Kammerherr, Heltorf                                                       |
| Ritterschaft                         | Aachen/Düsseldorf | Graf Rudolf von Schaesberg                                         | Krickenbeck                                                               |
| Ritterschaft                         | Aachen/Düsseldorf | Franz Anton Josten                                                 | Rittergutsbesitzer zu Neuß                                                |
| Ritterschaft                         | Aachen/Düsseldorf | Freiherr Karl Ludwig Adolf von Plettenberg                         | Mehrum bei Duisburg                                                       |
| Ritterschaft                         | Aachen/Düsseldorf | Freiherr Friedrich Geyr von Schweppenburg                          | Burg Müddersheim                                                          |
| Ritterschaft                         | Aachen/Düsseldorf | Melchior Julius von Buggenhagen                                    | Godesberg                                                                 |
| Ritterschaft                         | Aachen/Düsseldorf | Franz Werner von Leykam                                            | Elsum, Kreis Heilsberg, reiste wegen des Todes seines Kindes vorzeitig ab |
| Ritterschaft                         | Aachen/Düsseldorf | Graf Friedrich von Westerholt und Gysenberg                        | Oberhausen                                                                |
| Ritterschaft                         | Aachen/Düsseldorf | Freiherr Friedrich von Bourscheidt                                 | Rath                                                                      |
| Ritterschaft                         | Aachen/Düsseldorf | Freiherr Karl von Mylius                                           | Linzenich                                                                 |
| Ritterschaft                         | Aachen/Düsseldorf | Graf Arthur von Goltstein                                          | Schloss Breill, als Stellvertreter                                        |
| Ritterschaft                         | Aachen/Düsseldorf | Graf Karl von Hoensbroech-Türnich                                  | Thürnich, als Stellvertreter                                              |
| Ritterschaft                         | Koblenz/Trier/Köln | Freiherr Louis von Bongard                                         | Pfaffendorf, als Stellvertreter                                           |
| Städte                               | Köln | Joseph Stupp                                                       | Justizrat und Bürgermeister, Köln                                         |
| Städte                               | Düsseldorf | Theodor Joseph Lacomblet                                           | Archivrat, Düsseldorf                                                     |
| Städte                               | Koblenz | Christian Haan                                                     | Kaufmann und Beigeordneter, Koblenz                                       |
| Städte                               | Trier | Carl Savoye                                                        | Kaufmann und Stadtrat, Trier                                              |
| Städte                               | Barmen | Wilhelm von Eynern                                                 | Kaufmann, Barmen                                                          |
| Städte                               | Krefeld | Peter Hunzinger                                                    | Tuchfabrikant, Krefeld                                                    |
| Städte                               | Stromberg, Trarbach, Zell, Cochem, Mayen, Andernach, Ahrweiler, Sinzig, Remagen, Simmern                                               | Michael Bauer                                                      | Kaufmann, Cochem                                                          |
| Städte                               | Ehrenbreitstein, Vallendar, Bendorf, Neuwied, Linz, Wetzlar, Braunfels                                                                 | Gustav Adolph van der Beek                                         | Kaufmann und Beigeordneter, Neuwied                                       |
| Städte                               | Saarlouis, Saarbrücken, St. Johann, Ottweiler, St, Wendel, Baumholder                                                                  | Johann Ludwig Wagner                                               | Bürgermeister, Saarbrücken                                                |
| Städte                               | Merzig, Prüm, Bitburg, Wittlich, Bernkastel, Saarburg, Neuerburg                                                                       | Jacob Funk                                                         | Saarburg, als Stellvertreter                                              |
| Städte                               | Düren, Gemünd, Stolberg, Burtscheid | Peter Peiffer                                                      | Gemeindeverordneter, Düren                                                |
| Städte                               | Jülich, Eschweiler, Heinsberg, Erkelenz, Geilenkirchen mit Hünshoven, Linnich                                                          | Joseph Jungbluth                                                   | Bürgermeister und Gutsbesitzer, Jülich                                    |
| Städte                               | Bonn, Münstereifel, Euskirchen, Zülpich, Rheinberg                                                                                     | Johann Jacob Noeggerath                                            | Geheimer Bergrat, Bonn                                                    |
| Städte                               | Deutz, Mülheim am Rhein, Gladbach, Gummersbach, Wipperfürth, Siegburg, Königswinter, Neustadt                                          | Wilhelm Budde                                                      | Bürgermeister, Neustadt                                                   |
| Städte                               | Ratingen, Kaiserswerth, Angermund mit Gerresheim, Mettmann, Langenberg mit Hardenberg, Wülfrath, Velbert, Kronenberg, Steele, Hilden   | Heinrich Neunerdt                                                  | Apotheker, Mettmann                                                       |
| Städte                               | Duisburg, Mülheim an der Ruhr, Essen, Kettwig, Werden, Ruhrort, Dinslaken, Emmerich, Rees, Isselburg                                   | Wilhelm Goslich                                                    | Kaufmann, Mülheim/Ruhr                                                    |
| Städte                               | | Heinrich Smidt                                                     | Weinhändler, Cleve                                                        |
| Städte                               | Neuss, Grevenbroich, Wevelinghoven, Gladbach, Viersen, Dahlen, Odenkirche, Rheydt, Uerdingen, Kempen, Süchtelen, Dülken, Kaldenkirchen | Michael Frings                                                     | Bürgermeister, Neuß                                                       |
| Städte                               | | Carl Rohl                                                          | Lennep                                                                    |
| Städte                               | Solingen, Remscheid, Dorp, Gräfrath, Wald, Höhscheid mit Merscheid, Burscheid mit Leichlingen, Opladen mit Neukirchen, Hitdorf         | Carl Gottlieb Kyllmann                                             | Kaufmann, Weyer                                                           |
| Städte                               | Aachen | Johann Joseph Flamm                                                | Kaufmann, Aachen, als Stellvertreter                                      |
| Städte                               | Elberfeld | Heinrich Schniewind                                                | Kaufmann, Elberfeld, als Stellvertreter                                   |
| Landgemeinden                        | Regierungsbezirk Aachen | Balthasar Beemelmanns                                              | Bürgermeister, Prümmern                                                   |
| Landgemeinden                        | Regierungsbezirk Aachen | Bernhard Merkens                                                   | Gutsbesitzer, Tetz                                                        |
| Landgemeinden                        | Regierungsbezirk Aachen | Jacob Ahren                                                        | Gutsbesitzer, Reichenstein                                                |
| Landgemeinden                        | Regierungsbezirk Aachen | Johann Engelbert Hahn                                              | Bürgermeister, Girbelsrath                                                |
| Landgemeinden                        | Regierungsbezirk Trier | Dr. Jakob Hewer                                                    | Saarburg                                                                  |
| Landgemeinden                        | Regierungsbezirk Trier | Nikolaus Guittienne                                                | Bürgermeister, Niedaltdorf                                                |
| Landgemeinden                        | Regierungsbezirk Trier | Johann Babtist Schwickrath                                         | Gutsbesitzer, Schönecken, als Stellvertreter                              |
| Landgemeinden                        | Regierungsbezirk Trier | Freiherr Rudolf de Lasalle von Louisenthal                         | Landrat, Schloss Dagstuhl                                                 |
| Landgemeinden                        | Regierungsbezirk Koblenz | Johann Martin Stoll                                                | Steuerkontrolleur, Altenkirchen                                           |
| Landgemeinden                        | Regierungsbezirk Koblenz | Joseph Wirtz                                                       | Gutsbesitzer und Rentmeister, Bassenheim, als Stellvertreter              |
| Landgemeinden                        | Regierungsbezirk Koblenz | Georg Kiltz                                                        | Gutsbesitzer, Waldböckelheim                                              |
| Landgemeinden                        | Regierungsbezirk Koblenz | Christoph Trutschler                                               | Gutsbesitzer, Kirchberg                                                   |
| Landgemeinden                        | Regierungsbezirk Koblenz | Dr. Ferdinand Wurzer                                               | Bürgermeister von Niederhammerstein                                       |
| Landgemeinden                        | Regierungsbezirk Koblenz | Heinrich Purizelli                                                 | Rheinböllerhütte                                                          |
| Landgemeinden                        | Regierungsbezirk Köln | Friedrich Häger                                                    | Gutsbesitzer, Ohl                                                         |
| Landgemeinden                        | Regierungsbezirk Köln | Johann Leopold Schult                                              | Bürgermeister, Glessen                                                    |
| Landgemeinden                        | Regierungsbezirk Köln | Martin Fasbinder                                                   | Gutsbesitzer, Dünnwald                                                    |
| Landgemeinden                        | Regierungsbezirk Köln | Hermann Joseph Schuhmacher                                         | Bürgermeister, Meckenheim                                                 |
| Landgemeinden                        | Regierungsbezirk Düsseldorf | Gerhard Seulen                                                     | Major a. D. und Bürgermeister von Vorst                                   |
| Landgemeinden                        | Regierungsbezirk Düsseldorf | Anton Compes                                                       | Bürgermeister, Neuwerk                                                    |
| Landgemeinden                        | Regierungsbezirk Düsseldorf | Julius von Haeften                                                 | Landrat, Cleve                                                            |
| Landgemeinden                        | Regierungsbezirk Düsseldorf | Anton Schmitz                                                      | Gutsbesitzer, Ilverich                                                    |
| Landgemeinden                        | Regierungsbezirk Düsseldorf | Urban Leven                                                        | Bürgermeister, Benrath                                                    |